# John Tracy
John Tracy es un personaje ficticio del programa de televisión de Supermarionation, los Thunderbirds de Gerry Anderson y sus posteriores películas Thunderbirds Are GO y Thunderbird 6. El personaje también aparece en la película de acción viva Thunderbirds.
En la serie de televisión original de los años 1960, John fue interpretado por Ray Barrett. En la película del 2004, fue interpretado por Lex Shrapnel.

## Biografía
Tercer hijo de Jeff Tracy (iniciador y financiador de Rescate Internacional), John fue nombrado así en honor al astronauta John Glenn. Las fuentes varían debido a que en la serie de los Thunderbirds no se menciona la edad ni la fecha de nacimiento de John, aunque un escritor sugiere que nació en el 28 de octubre del 2001. Fue alumno de la Universidad de Harvard estudiando electrónica y comunicación. Su silenciosa naturaleza intelectual e interés en la astronomía creó naturalmente su elección de una vida solitaria ocupando el Thunderbird 5, monitoreando las llamadas de auxilio alrededor del mundo.
- Datos: Q2312594